# Matthias Kramer
Matthias Kramer (ur. 1640 w Kolonii, zm. 1729 (?) w Erlangen)  – niemiecki gramatyk, leksykograf, pedagog, dydaktyk języków w okresie baroku. Związany głównie z Norymbergą.

## Życiorys
Urodził się w Kolonii, tam uczęszczał do szkoły. Po ukończeniu studiów teologii i filologii został kaznodzieją kościoła ewangelicko-reformowanego. Około 1660 roku wyjechał do Wiednia, gdzie przebywał w pustelniczym klasztorze kamedułów na górze Kahlenberg. Od mnichów włoskich nauczył się tam podstaw języka włoskiego. Znajomość tego języka pogłębiał później podczas swoich podróży do Włoch. Poznał też inne języki: niderlandzki, francuski, hiszpański. Zniechęcony działaniami kontrreformacji, opuścił zakon i w Strasburgu przeszedł na luteranizm. W 1670 roku w Norymberdze ożenił się z Austriaczką Barbarą Maschperger. Małżeństwo doczekało się sześciorga dzieci, a jeden z synów Johann Matthias Kramer poszedł w ślady ojca i został nauczycielem języków, m.in. w Hamburgu i Getyndze, a w 1755 założył szkołę językową w Filadelfii. Matthiasowi Kramerowi (seniorowi) nie udało się wejść do elity miejskiej Norymbergi, musiał zadowolić się niższym statusem społecznym. Wreszcie w 1682 roku na uniwersytecie w Heidelbergu otrzymał dosyć prestiżowe stanowisko mistrza (znawcy) języków (Universitätssprachmeister). W 1689 w czasie działań wojennych wojska francuskie zniszczyły archiwum uniwersyteckie w Heidelbergu, wskutek czego nie zachowały się akta dotyczące jego pracy na uniwersytecie. Wrócił do Norymbergi, gdzie przez 13 lat był niezależnym „Sprachmeister”. To samo stanowisko otrzymał w 1698 na uniwersytecie norymberskim w Altdorf, jednak prawdopodobnie nie prowadził tam zajęć dydaktycznych. W 1702 przeniósł się z rodziną do Regensburga, gdzie zajmował się wychowaniem trojga dzieci tajnego radcy państwowego. W roku 1710 jako 70-latek wrócił do Norymbergi do poprzedniego zawodu. W 1712 z inspiracji pruskiego poety dworskiego i ekonomisty Paula Jacoba Marpergera został korespondencyjnym członkiem Królewsko Pruskiego Towarzystwa Nauk, a sam Marperger został jego uczniem. Mimo to Kramer miał nadal problemy bytowe, zarabiał na życie dając lekcje języków. W roku 1726 już w bardzo zaawansowanym wieku dostał etat mistrza języków (Sprachmeister) na akademii rycerskiej w Erlangen, ale nie udzielał się już jako aktywny pedagog. Zmarł trzy lata później.

## Twórczość
Dorobek pisarski Kramera jest bardzo bogaty. Za jego życia ukazało się 87 prac (wliczając w to nowe wydania), posthum ukazało się 56 dalszych publikacji.

### Kramer jako gramatyk
Kramer jest autorem podręczników gramatyki języka niemieckiego, ale też języka włoskiego, francuskiego, hiszpańskiego, niderlandzkiego. Wcześniejsze opracowania gramatyczne innych autorów dotyczyły łaciny, greki i hebrajskiego. Jako gramatyk nawiązywał przede wszystkim do prac Justusa Georga Schotteliusa. Gramatyki Kramera zawierają porównania języka niemieckiego z innymi językami, głównie z językiem włoskim, miały służyć przede wszystkim celom dydaktycznym.
Pierwsza duża gramatyka dotycząca języka włoskiego ukazała się w roku 1674. W 1687 ukazała się gramatyka niemiecka dla Francuzów (w języku francuskim). Kramer opracował (w roku 1694) jej włoskojęzyczną i (w 1716) niderlandzką wersję. W 1733 ukazała się w Pradze jej łacińska wersja (opracowana przez jezuitę Andreasa Freybergera, 1670–1738). Przeznaczona była do nauki języków w gimnazjach czeskich. Kramer pisał podręczniki gramatyki niemieckiej dla użytkowników różnych narodowości; dla Francuzów, Włochów, Hiszpanów, Węgrów, Czechów, Polaków, Rosjan, Turków. Do gramatyki języka francuskiego (1696) dołączył słownik. Trzytomowa gramatyka języka hiszpańskiego (1711) została napisana w języku łacińskim. Gramatyka niderlandzka (rok 1716) doczekała się do roku 1774 pięciu wydań. Jest też Kramer autorem podręczników języków fachowych, jak Banco-secretarius, Italienisch und Deutsch (1693). Zajmował się fonetyką i słowotwórstwem, uznając, że język niemiecki ma większy potencjał słowotwórczy w porównaniu z językiem włoskim i francuskim.
W germanistyce niemieckiej prace Kramera są prawie nieznane, gdyż większość z nich została napisana w innych językach niż język niemiecki.

### Kramer jako leksykograf
Matthias Kramer jest autorem słowników tematycznych (Nomenklatoren), głównie, ale nie tylko, uwzględniających język włoski. W roku 1670 ukazał się jego słownik tematyczny dla języków włoskiego, niemieckiego i hiszpańskiego. Dwa lata później opublikował niemiecko-włoski słownik, w którym nawiązał do teorii słowotwórczych Schotteliusa i koncepcji dydaktycznych Johanna Joachima Bechera (1635-1682).
Kramer znany jest jako autor innowacyjnego 2-tomowego słownika dwujęzycznego niemiecko-włoskiego z lat 1700–1702. Zerwał z tradycją tworzenia słowników z językiem łacińskim. Jako pierwszy wyjaśniał znaczenia wyrazów za pomocą kontekstów. W odróżnieniu od Kaspara Stielera (1691) Kramer zrezygnował z wyrazów przestarzałych, wyrazów sztucznie utworzonych, okazjonalizmów i skoncentrował się na prezentowaniu słownictwa rzeczywiście używanego w komunikacji językowej.
Uwzględnił w dużym stopniu słownictwo związane z rzemiosłem i z życiem społecznym niemieckiego mieszczaństwa (np. Augenzeuge, Geldmittel, Briefwechsel, arbeitslos, Beschäftigung). Pozostając w nurcie językowo-patriotycznym, krytykował nadużywanie języka francuskiego i francuskich zapożyczeń.
Jego słowniki dotyczyły języka niemieckiego w powiązaniu z językiem włoskim, ale też z innymi językami: językiem hiszpańskim (1670), angielskim (1706, 1716), niderlandzkim (1719), francuskim (1712).
W tomie Handbücher zur Sprach- und Kommunikationswissenschaft Kramer został określony jako „jeden z najbardziej znaczących leksykografów wszech czasów”.
Jego podręczniki, rozmówki, słowniki były wznawiane do końca wieku XVIII.

## Dzieła (wybór)
- Allgemeiner Schau-Platz/Teatro universale (1672, 1679, 1692) (słownik tematyczny niemiecko-włoski)
- Vollständige Italiänische Grammatica, Nürnberg (1674, 1689) (gramatyka języka włoskiego)
- Il nuovo Dizzionario delle due lingue, Italiana-Tedesca e Tedesca-Italiana /Das neue Dictionarium oder Wort-Buch (1676), 2 tomy, 1858 s. (słownik włosko-niemiecki i niemiecko-włoski)
- Das neue Dictionarium oder Wort-Buch/Nuovo dizzionario delle due lingue, tedesca-italiana (słownik niemiecko-włoski) (1678), 1306 s.
- Ragionamenti Tedesco-Italiani/Teutsch- und Italiänische Gespräche (1679, 1688, 1691) (rozmówki niemiecko-włoskie)
- Tractätlein von der Derivatione und Compositione (1680) (słowotwórstwo w j. włoskim)
- Praxis Phraseologiae Italicae/Wegweiser zur Italiänischen Übersetz- und Componir-Kunst (1691)
- Nuovo dittionario reale italiano-tedesco/Neu-ausgefertigtes Herrlich-grosses und allgemeines Italiänisch-Teutsches Sprach- und Wörter-Buch (1693), 1286 s.
- Die richtigen Grund-Festen der Teutschen Sprache (1694)
- Essay d’une bonne grammaire françoise (1696), 1133+149 s.
- Die Frantzösische Sprach (1696)
- Das herrlich grosse Teutsch-Italiänische Dictionarium [Deutsch-Italienisch], 2 tomy (1700–1702), 2482 s. Nowe wydanie: Neu-ausgefertigtes Italiänisch-Teutsches Sprach- und Wörter-Buch. Bd. 2 und 3 (1724).
- Toscanisch-, oder Romanisch-Italiänische Grammatica Reale (1709, 1721, 1722)
- Gramatica y Sintaxe de la Lengua Española-Castillana (1711) (w j. łacińskim)
- Le vraiment parfait dictionnaire roial, radical, etimologique, sinonimique, phraseologique, & syntactique, françois-allemand (słownik francusko-niemiecki), 4 tomy (1712), 2100 s.
- Holländische Grammatica (1716, 1744, 1754, 1755, 1761, 1774)

## Upamiętnienie
W roku 2013 profesorowie uniwersytetów w Augsburgu i Bambergu: Helmut Glück, Mark Häberlein, Konrad Schröder założyli Towarzystwo Matthiasa Kramera do badania historii akwizycji języków obcych i wielojęzyczności („Matthias-Kramer-Gesellschaft für die Erforschung der Geschichte des Fremdsprachenerwerbs und der Mehrsprachigkeit“).